# Mühlenbake
Die Mühlenbake (polnisch Stawa Młyny) ist ein Wahrzeichen von Świnoujście (deutsch Swinemünde) in Polen. Sie steht an der äußersten Spitze der Westmole.

## Bauwerk
Die Mühlenbake ist ein weißgestrichener, runder Steinturm mit vier Windmühlenflügeln, der als Seezeichen für die Einfahrt in den Hafen fungiert.

## Geschichte
Die Mühlenbake wurde 1877 zur Erinnerung an die Tradition einer sagenhaften Jugendmühle errichtet. Im Jahr 1881 war die Mühlenbake, wie die benachbarten, Galerie-, Land- und Winkbake noch unbefeuert. Im Jahr 1893 teilt die Hafenbauinspektion mit, dass nach Hafenvertiefung an der Mühlenbake geringe Veränderungen in Bezug auf die Stellung der Flügel und die Säulenabdeckung vorgenommen wurden. Zusammen mit der Galeriebake (Kennung OC.R.4s) markiert die Mühlenbake (Kennung Oc.Y.10s) die Molen der Swinoujscie Fahrt. Das ununterbrochene (Oc.) weiße (Y) Leuchtfeuer der Mühlenbake ist ein Sektorenfeuer. 1919 wurden die Höhen der Baulichkeiten der Mühlenbake über dem Erdboden verändert.